# Hyalyris fiammetta
Hyalyris fiammetta är en fjärilsart som beskrevs av William Chapman Hewitson 1854. Hyalyris fiammetta ingår i släktet Hyalyris och familjen praktfjärilar. Inga underarter finns listade i Catalogue of Life.

## Bildgalleri

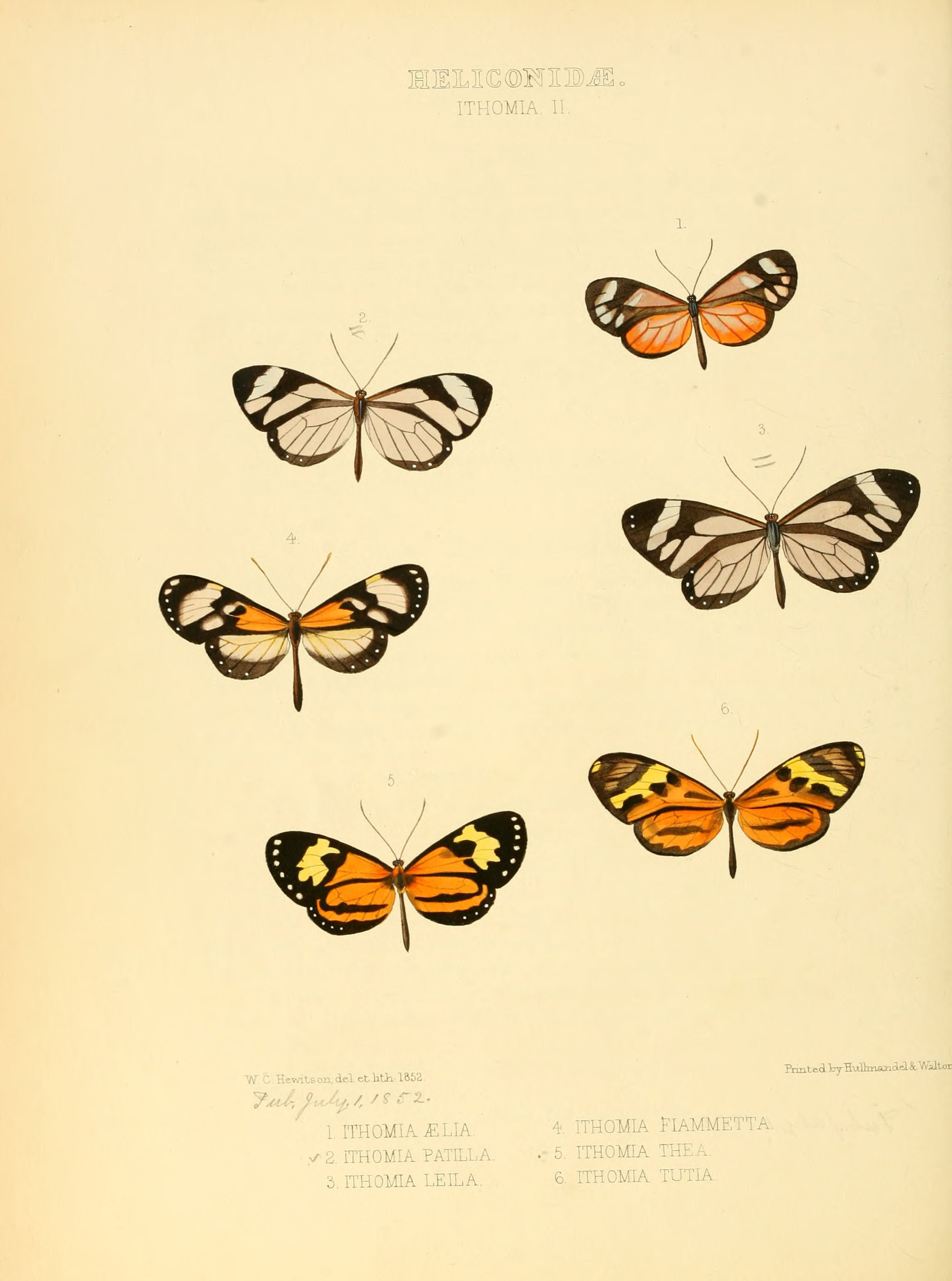